# 꿈 속의 여인
꿈 속의 여인(La Nina De Tus Ojos, The Girl Of Your Dreams)은 스페인에서 제작된 페르난도 트루에바 감독의 1998년 코미디, 멜로/로맨스, 드라마 영화이다. 뉘스 아센시 등이 주연으로 출연하였고 크리스티나 휴에테 등이 제작에 참여하였다.

## 출연

### 주연
- 뉘스 아센시
- 헤수스 보니야
- 페넬로페 크루즈
- 카렐 도브리
- 롤스 레온
- 괴츠 오토
- 안토니오 레시네스
- 호르헤 샌즈
- 로사 마리아 사르다
- 산티아고 세구라
- 요하네스 실베르쉬나이더
- 미로슬라프 타보르스키

### 조연
- 마리아 바랑코
- 후안 루이스 게리아도
- 한나 쉬굴라

## 제작진
- 미술: 후안 보테라
- 의상: 소니아 그랜드
- 의상: 라라 휴에테